# Phoebis avellaneda
Phoebis avellaneda é uma grande e impressionante borboleta amarela na família Pieridae. É endémica apenas de Cuba.
P. avellanada foi nomeada para homenagear o escritor Cubano Gertrudis Gómez de Avellaneda. O insecto é raro em colecções. A borboleta é representada em dois selos postais cubanos.